# Rafael Frade Peña
Rafael Frade Peña (Santiago de Compostela, 9 de enero de 1914-ibdem, 3 de diciembre de 1936) fue un político español miembro de UR.

## Biografía
Hijo de Ricardo Frade Giráldez, estudió en la Escola da Inmaculada, donde fue el primer presidente de la asociación de antiguos alumnos en 1932.
Durante la Segunda República fue estudiante universitario, colaboró en la revista Ser y militó en Unión Republicana, siendo nombrado secretario general en Santiago el 9 de julio de 1936 junto a Manuel Rey Busto como presidente. Participó en el aniversario de la república el 14 de abril de 1934 y en el Comité Pro Autonomía de la zona de Santiago, en mítines en Barbanza y Arzúa.
Con el golpe de Estado del 18 de julio de 1936 formó parte del Comité para la Defensa de la República instituido en el Ayuntamiento de Compostela en representación de la Unión Republicana. Fue arrestado y juzgado en un consejo de guerra, defendido por los abogados José Reino Caamaño, Cándido Gracía y Manuel María González López, pero fue condenado a muerte. Fue ejecutado en el cementerio de Boisaca el 3 de diciembre de 1936.